# Hiei-hegy

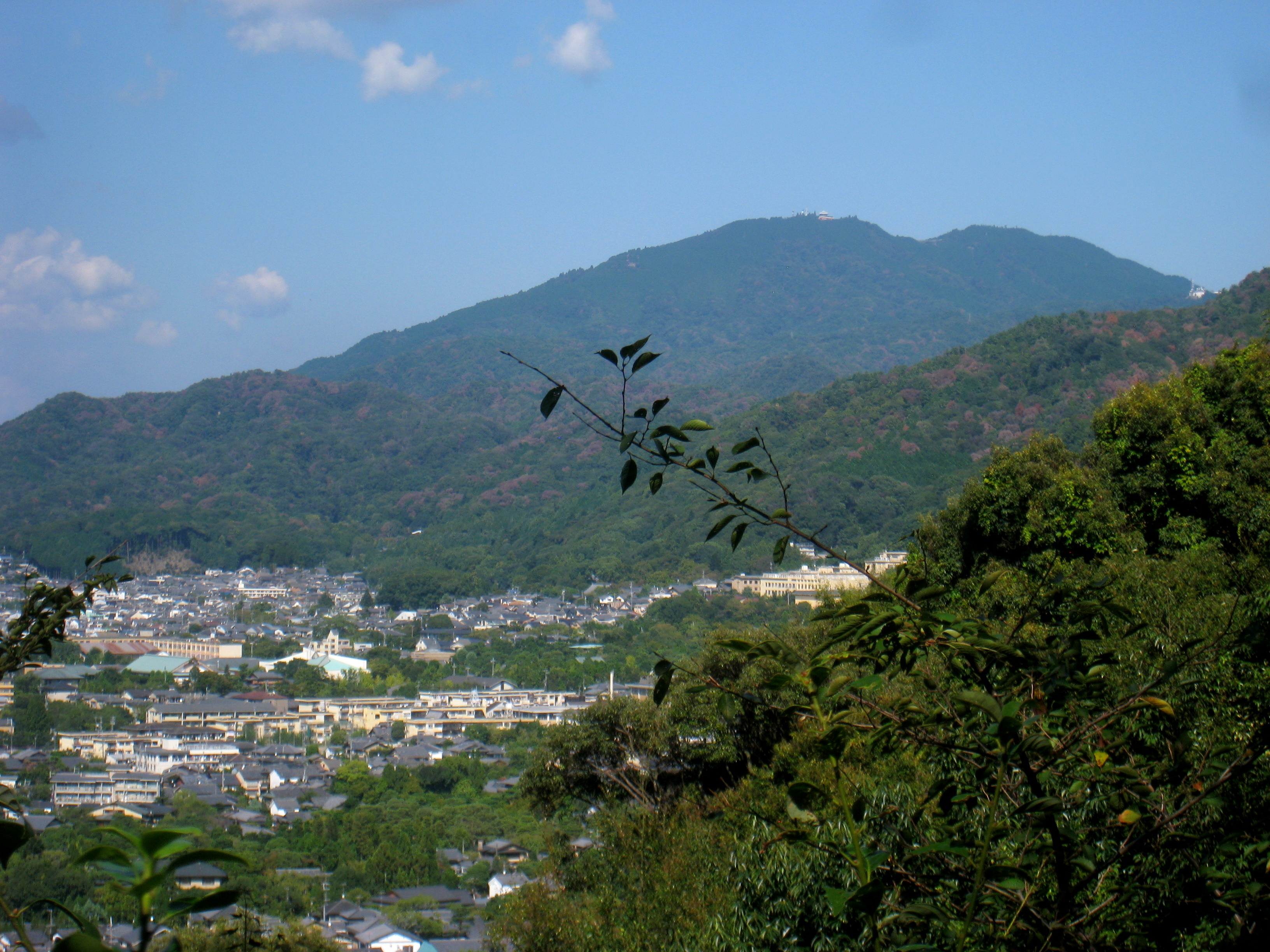
A hegy Kiotó felől nézve

A Hiei-hegy (japánul: 比叡山, Hieizan) 848 méter magas szent hegy Kiotó és a Biva-tó között, a várostól északkeletre, ahol a Nara-kor (710–794) után az első nagy buddhista templomok épültek (Enrjakudzsi). Noha épp a császári udvart volt hivatva megvédeni az ártó hatásoktól, az itt lakó harcos szerzetesek (szóhei) már a 10. századtól kezdve terrorizálták a fővárost, és véglegesen csak Oda Nobunaga hegemón tudott leszámolni velük a 16. században. A Hieizan keleti lejtőjén áll ma is a Nobunaga pusztítása után újraépült buddhista Enrjakudzsi templom és a sintó Hie-nagyszentély. A hegyet a néphit a sintó istenek őshonának tartja, akik azonban „befogadták” a buddhista bodhiszattvákat, amikor a Heian-kor elején a buddhista császári udvar a hegy lábához, Heiankjóba vagyis Kiotóba költözött. A hegy és a templomkomplexum mind sintó, mind buddhista okokból egészen a legújabb időkig tiltott terület volt a nők számára.